# Эссен, Отто Васильевич (1761—1834)
Отто Васильевич фон Эссен (нем. Otto Wilhelm von Essen; 1761—1834) — русский военный и государственный деятель, действительный статский советник.

## Биография
Родился 8 (19) апреля 1761 года в семье Рейнгольд-Вильгельма фон Эссена (1722—1788) и Анны Элеоноры, урождённой фон Засс (1734—1765).
С 1 мая 1771 года воспитывался в Морском кадетском корпусе, из которого 6 февраля 1775 года был выпущен гардемарином; 21 апреля 1777 года произведён в мичманы и 1 мая 1780 года — в лейтенанты. С 1780 по 1781 год он плавал на одном из кораблей вооруженного нейтралитета в Атлантике. В 1788 году он принял участие в морском сражении при Гогланде в звании капитана-лейтенанта на линейном корабле «Мстислав». В 1789 году — командир линейного корабля «Мстислав», в 1790 году — фрегата «Автроль».
В 1790 году он был награждён орденом Св. Георгия 4-й степени, а в 1792 году вышел в отставку в чине капитана 2-го ранга.
В 1809—1832 годах ландрат Эстляндской губернии, с 1825 года — председатель обер-ландргерихта.
В 1830 году (20 января) был произведён в действительные статские советники.
С 20 сентября 1832 года по 27 октября 1833 года был губернатором Эстляндской губернии.
Умер 28 мая (9 июня) 1834 года в Ревеле. Похоронен на Kullamaa kalmistu.

## Награды
- Орден Святого Георгия 4-й степени (№ 759 (406); 26 ноября 1790).
- Орден Святого Владимира 3-й степени (19 мая 1818)[2]
- Знак отличия за XL лет беспорочной службы[3]
- Орден Святой Анны 1-й степени (10 апреля 1832)[4]

## Семья
В 1791 году женился на Гертруде Маргарете Сталь фон Гольштейн (1764—1826). У них родились:
- Вильгельмина Ульрика Агнес (1795—1862) — жена Германа (Ермолая Ивановича) фон Лёвенштерна (1777—1836).
- Максим Антонович (нем. Heinrich Magnus Wilhelm) (1796—1869) — тайный советник, Лифляндский губернатор.
- Антон Антонович (нем. Otto Reinhold) (1798—1863) — генерал от кавалерии, начальник гвардейской кирасирской дивизии.
- Александр Георг Маттиас (1800—1874) — подполковник.